# Georgetown, Delaware
Georgetown är en kommun i Sussex County, Delaware, USA som hade 6 422 invånare år 2010. Kommunen grundades år 1791. Kommunen är administrativ huvudort för Sussex County.

## Kända personer från Georgetown
- Willard Saulsbury Jr., politiker
- Charles C. Stockley, politiker